# Erben des Fluchs
Erben des Fluchs (Originaltitel Friday the 13th: The Series) ist eine kanadische Fernsehserie, die von 1987 bis 1990 produziert wurde. Sie besteht aus drei Staffeln mit vielfach wechselnden Darstellern. Getragen wird die Serie jedoch immer von den drei Hauptfiguren Micki, Ryan und Jack.

## Handlung
In der ersten Folge erfährt der Zuschauer, dass Micki Foster und Ryan Dallion von ihrem verstorbenen Onkel einen Antiquitätenladen geerbt haben. Um möglichst schnell das „alte Gerümpel“ – wie sie meinen – loswerden zu können, veranstalten die beiden einen Räumungsverkauf. Viel zu spät bemerken sie jedoch, dass auf fast allen Gegenständen ein Fluch liegt, weil Onkel Lewis seine Seele an den Teufel verkauft hat. Ein ehemaliger Lieferant von Onkel Lewis, Jack Marshak, unterrichtet die beiden von dem Fluch.
In den nun folgenden Episoden versuchen Micki und Ryan die verfluchten Gegenstände zurückzubekommen, um diese im Geldschrank des Antiquitätenladens sicher aufzubewahren. Bei den Gegenständen handelt es sich beispielsweise um einen elektrischen Stuhl, welcher von einem Zahnarzt benutzt wird, um die Lebensenergie seiner jungen Patienten auf sich zu übertragen und mit Hilfe elektrischer Energie auf die Suche nach alten Widersachern gehen zu können, oder einen Spiegel, welcher die Macht hat, eine hässliche Frau in den Augen eines Verehrers zur schönsten Frau der Welt zu machen. Der Verehrer muss dafür jedoch sterben.
Ab der dritten Staffel wird Ryan Dallion durch Johnny Ventura ersetzt, da Ryan durch einen Fluch zum Kind wurde.

## Besetzung und Synchronisation
| Rolle          | Darsteller      | Synchronsprecher     | Synchronsprecher              |
| Rolle          | Darsteller      | 1. Synchro (VHS)     | 2. Synchro (TV)               |
| -------------- | --------------- | -------------------- | ----------------------------- |
| Micki Foster   | Louise Robey    | Marion von Stengel   | Petra Barthel                 |
| Ryan Dallion   | John D. LeMay   | Wolfgang Jürgen      | Matthias Hinze, Stefan Krause |
| Jack Marshak   | Chris Wiggins   | Franz-Josef Steffens | Heinz-Theo Branding           |
| Johnny Ventura | Steve Monarque  |                      | Oliver Rohrbeck               |
| Lewis Vendredi | R. G. Armstrong |                      | Hans W. Hamacher              |

## Episodenliste

### Staffel 1
| Nr. (ges.) | Nr. (St.) | Deutscher Titel                | Originaltitel                          | Erstausstrahlung USA | Deutschsprachige Erstausstrahlung (Sat.1) |
| ---------- | --------- | ------------------------------ | -------------------------------------- | -------------------- | ----------------------------------------- |
| 1          | 1         | Die Erbschaft                  | The Inheritance                        | 28. Sep. 1987        | 18. Jan. 1990                             |
| 2          | 2         | Das Todesorakel                | The Poison Pen                         | 10. Okt. 1987        | 1. Feb. 1990                              |
| 3          | 3         | Amors Stachel                  | Cupid's Quiver                         | 17. Okt. 1987        | 25. Jan. 1990                             |
| 4          | 4         | Ewige Jugend                   | A Cup Of Time                          | 24. Okt. 1987        | 8. Feb. 1990                              |
| 5          | 5         | Onkel Lewis' Rückkehr          | Helloween                              | 31. Okt. 1987        | 1. März 1990                              |
| 6          | 6         | Das Kabinett der Verdammnis    | The Great Montarro                     | 7. Nov. 1987         | 15. Feb. 1990                             |
| 7          | 7         | Heilen und teilen              | Dr. Jack                               | 14. Nov. 1987        | 22. März 1990                             |
| 8          | 8         | Tödliche Schatten              | Shadow Boxer                           | 21. Nov. 1987        | 22. Feb. 1990                             |
| 9          | 9         | Blutiges Geld                  | The Root Of All Evil                   | 28. Nov. 1987        | 5. Apr. 1990                              |
| 10         | 10        | Tödliche Geschichten           | Tales Of The Undead                    | 30. Jan. 1988        | 15. März 1990                             |
| 11         | 11        | Die Vogelscheuche              | Scarecrow                              | 6. Feb. 1988         | 29. März 1990                             |
| 12         | 12        | Der Wunderheiler               | Faith Healer                           | 13. Feb. 1988        | 12. Apr. 1990                             |
| 13         | 13        | Blutdurst                      | The Baron's Bride                      | 20. Feb. 1988        | 19. Apr. 1990                             |
| 14         | 14        | Ein Schatz – Ein Leben         | Bedazzled                              | 27. Feb. 1988        | 3. Mai 1990                               |
| 15         | 15        | Aus dem Spiegel blickt der Tod | Vanity's Mirror                        | 5. März 1988         | 26. Apr. 1990                             |
| 16         | 16        | Russisches Roulette            | Tattoo                                 | 12. März 1988        | 10. Mai 1990                              |
| 17         | 17        | Der mysteriöse Assistent       | Brain Drain                            | 30. Apr. 1988        | 24. Mai 1990                              |
| 18         | 18        | Der elektrische Stuhl          | The Electrocutioner                    | 23. Apr. 1988        | 31. Mai 1990                              |
| 19         | 19        | Das Geheimnis der Sekte        | The Quilt of Hathor (1)                | 7. Mai 1988          | 7. Juni 1990                              |
| 20         | 20        | Der Inquisitor                 | The Quilt of Hathor: The Awakening (2) | 14. Mai 1988         | 14. Juni 1990                             |
| 21         | 21        | Alibi für einen Mörder         | Double Exposure                        | 21. Mai 1988         | 21. Juni 1990                             |
| 22         | 22        | Der Geist des Kapitäns         | The Pirate's Promise                   | 2. Juli 1988         | 28. Juni 1990                             |
| 23         | 23        | Der brennende Stern            | Badge Of Honor                         | 9. Juli 1988         | 28. Juni 1995 (kabel eins)                |
| 24         | 24        | Vater und Sohn                 | Pipe Dream                             | 16. Juli 1988        | 5. Juli 1990                              |
| 25         | 25        | Die Spur führt zur Titanic     | What A Mother Wouldn't Do              | 23. Juli 1988        | 12. Juli 1990                             |
| 26         | 26        | Im Bann der Urne               | Bottle Of Dreams                       | 30. Juli 1988        | 2. Jan. 1991                              |

### Staffel 2
| Nr. (ges.) | Nr. (St.) | Deutscher Titel                      | Originaltitel                    | Erstausstrahlung USA | Deutschsprachige Erstausstrahlung (Sat.1) |
| ---------- | --------- | ------------------------------------ | -------------------------------- | -------------------- | ----------------------------------------- |
| 27         | 1         | Das Tor zur Hölle                    | Doorway To Hell                  | 30. Sep. 1988        | 9. Jan. 1991                              |
| 28         | 2         | Tod den Voodoo-Priestern             | The Voodoo Mambo                 | 7. Okt. 1988         | 16. Jan. 1991                             |
| 29         | 3         | Es folgen die Nachrichten            | And Now The News                 | 14. Okt. 1988        | 23. Jan. 1991                             |
| 30         | 4         | Kopf oder Zahl                       | Tails I Live, Heads You Die      | 21. Okt. 1988        | 30. Jan. 1991                             |
| 31         | 5         | –                                    | Symphony in B#                   | 4. Nov. 1988         | –                                         |
| 32         | 6         | Die Verwandlung eines Monsters       | Master Of Disguise               | 11. Nov. 1988        | 6. Feb. 1991                              |
| 33         | 7         | Das Wachsfigurenkabinett             | Wax Magic                        | 18. Nov. 1988        | 13. Feb. 1991                             |
| 34         | 8         | Mord für eine Puppe                  | Read My Lips                     | 25. Nov. 1988        | 20. Feb. 1991                             |
| 35         | 9         | Zwischen der Zeit                    | 13 O’Clock                       | 7. Jan. 1989         | 27. Feb. 1991                             |
| 36         | 10        | Das letzte Rennen                    | Night Hunger                     | 14. Jan. 1989        | 6. März 1991                              |
| 37         | 11        | Blutige Stachel                      | The Sweetest Sting               | 21. Jan. 1989        | 13. März 1991                             |
| 38         | 12        | Das Spielhaus                        | The Playhouse                    | 28. Jan. 1989        | 20. März 1991                             |
| 39         | 13        | Das Auge des Todes                   | Eye Of Dead                      | 4. Feb. 1989         | 27. März 1991                             |
| 40         | 14        | Der Preis der Schönheit              | Face Of Evil                     | 11. Feb. 1989        | 3. Apr. 1991                              |
| 41         | 15        | Versuch am lebenden Objekt           | Better Off Dead                  | 18. Feb. 1989        | 10. Apr. 1991                             |
| 42         | 16        | Drei Opfer für den Werwolf           | Scarlet Cinema                   | 25. Feb. 1989        | 17. Apr. 1991                             |
| 43         | 17        | Todsichere Wetten                    | The Mephisto Ring                | 15. Apr. 1989        | 24. Apr. 1991                             |
| 44         | 18        | Ein wahrer Freund                    | A Friend To The End              | 22. Apr. 1989        | 1. Mai 1991                               |
| 55         | 19        | Der Metzger                          | The Butcher                      | 29. Apr. 1989        | –                                         |
| 46         | 20        | Flucht in ein anderes Leben          | Secret Agenda Of Mesmer's Bauble | 6. Mai 1989          | 8. Mai 1991                               |
| 47         | 21        | Die Braut des Satans                 | Wedding In Black                 | 13. Mai 1989         | 15. Mai 1991                              |
| 48         | 22        | Ein schwarzer Schleier für die Braut | Wedding Bell Blues               | 20. Mai 1989         | 22. Mai 1991                              |
| 49         | 23        | Der Maestro                          | The Maestro                      | 27. Mai 1989         | 29. Mai 1991                              |
| 50         | 24        | Kampf der Schamanen                  | The Shamans Apprentice           | 3. Juni 1989         | 5. Juni 1991                              |
| 51         | 25        | Ein perfektes Alibi                  | The Prisoner                     | 10. Juni 1989        | 12. Juni 1991                             |
| 52         | 26        | Zirkel der Finsternis                | Coven Of Darkness                | 17. Juni 1989        | 19. Juni 1991                             |

### Staffel 3
| Nr. (ges.) | Nr. (St.) | Deutscher Titel                  | Originaltitel             | Erstausstrahlung USA | Deutschsprachige Erstausstrahlung (Sat.1) |
| ---------- | --------- | -------------------------------- | ------------------------- | -------------------- | ----------------------------------------- |
| 53         | 1         | –                                | The Prophecies: Part 1    | 7. Okt. 1989         | –                                         |
| 54         | 2         | –                                | The Prophecies: Part 2    | 7. Okt. 1989         | –                                         |
| 55         | 3         | Die Dämonenjäger                 | Demonhunter               | 14. Okt. 1989        | 26. Juni 1991                             |
| 56         | 4         | Gefangen im eigenen Körper       | Crippled Inside           | 21. Okt. 1989        | 3. Juli 1991                              |
| 57         | 5         | Tödliche Gedanken                | Stick It In Your Ear      | 28. Okt. 1989        | 10. Juli 1991                             |
| 58         | 6         | Rückkehr aus dem Reich der Toten | Bad Penny                 | 11. Nov. 1989        | 10. Juli 1991                             |
| 59         | 7         | Brennender Haß                   | Hate On Your Dial         | 18. Nov. 1989        | 16. Okt. 1991                             |
| 60         | 8         | Das Kreuz des Feuers             | Night Prey                | 25. Nov. 1989        | 23. Okt. 1991                             |
| 61         | 9         | Die magische Leinwand            | Femme Fatale              | 2. Dez. 1989         | 30. Okt. 1991                             |
| 62         | 10        | Die blutige Feder                | Mightier Than The Sword   | 20. Jan. 1990        | 6. Nov. 1991                              |
| 63         | 11        | Die Affen des Samurai            | Year Of The Monkey        | 27. Jan. 1990        | 13. Nov. 1991                             |
| 64         | 12        | Schön bis in den Tod             | Epitaph For A Lonely Soul | 3. Feb. 1990         | 20. Nov. 1991                             |
| 65         | 13        | Die Nacht der Vergeltung         | Midnight Riders           | 10. Feb. 1990        | 27. Nov. 1991                             |
| 66         | 14        | In den Wahnsinn getrieben        | Repetition                | 17. Feb. 1990        | 18. Dez. 1991                             |
| 67         | 15        | In der Haut des Feindes          | The Long Road Home        | 24. Feb. 1990        | 11. Dez. 1991                             |
| 68         | 16        | Der Hund meiner Träume           | My Wife As A Dog          | 3. März 1990         | 4. Dez. 1991                              |
| 69         | 17        | Spielzeug des Teufels            | Jack-In-The-Box           | 5. Mai 1990          | 4. Okt. 1995 (kabel eins)                 |
| 70         | 18        | Das teuflische Medium            | The Spirit of Television  | 12. Mai 1990         | 12. Sep. 1995 (kabel eins)                |
| 71         | 19        | Der Baum des Lebens              | The Tree of Life          | 19. Mai 1990         | 14. Sep. 1995 (kabel eins)                |
| 72         | 20        | Die Qualen der Liebe             | The Charnel Pit           | 26. Mai 1990         | 27. Sep. 1995 (kabel eins)                |